# Piloña
Piloña là một đô thị trong cộng đồng tự trị của Công quốc Asturias, Tây Ban Nha.